# Jikkyō Oshaberi Parodius
Jikkyō Oshaberi Parodius (実況おしゃべりパロディウス?  trad. "¡Talk show de Parodius en vivo!") es un videojuego de matamarcianos de Konami publicado, originalmente para Super Nintendo, en 1995. Al año siguiente tuvo versiones para Sega Saturn y PlayStation bajo el título Jikkyō Oshaberi Parodius ~forever with me~ (実況おしゃべりパロディウス 〜forever with me〜?  trad. "¡Talk show de Parodius en vivo! ~ conmigo para siempre"). Es el cuarto título de la serie de matamarcianos Parodius, producida por Konami, que se caracteriza por ser una parodia de la serie Gradius, de la misma compañía.

## Cómo se juega
Se juega de forma similar a la serie Gradius con algunas diferencias. Por ejemplo, hay una enorme cantidad de personajes para elegir. Cada uno de ellos usa diferentes armas y habilidades según se van recogiendo power-ups. Aparecen diferentes campanas que aumentan puntaje y poder como en la serie Twinbee.

### Personajes y armas
Los personajes a elegir por el jugador son:
- Parodius: Sue, Takohiko, Belial, Memim, Mike, Ran, Soitsu y Doitsu.
- Gradius: Vic Viper y Lord British
- Twin Bee: Twinbee y Winbee
- Penguins: Pentarou y Hanako
- Miracle Upa: Upa y Rupa

## Música
La música empleada en los escenarios es principalmente música clásica europea (algunos remixes de Bach) y tradicional japonesa. Sin embargo, hay un remix de "That's the Way I Like It" (remplazado por uno de los remixes de "BRILLIANT 2U" (NAOKI) en Parodius Portable debido a problemas de licencia) y temas de otros juegos de Konami, como Tokimeki Memorial'Ganbare Goemon o Lethal Enforcers.

## Novedades
Jikkyō Oshaberi Parodius significa "Talk show de Parodius en vivo!": varias voces en japonés advierten cómo de bien juega el personaje, los enemigos a que se enfrenta e información adicional. También posee gráficos más refinados.
Una de las fase concretamente la segunda es una parodia de la Saga Tokimeki Memorial de Konami

## Versiones
Ninguna de las versiones de este juego ha sido publicada fuera de Japón.
El juego salió originalmente para Super Nintendo en 1995.
En diciembre de 1996, se publicó una adaptación para PlayStation y Sega Saturn bajo el título Jikkyō Oshaberi Parodius: Forever with Me. Se agregaron a los personajes Dracula-kun y Kid Dracula, escenas ocultas y el poder jugar con dos personas a la vez. El 20 de enero de 1997, se publicó en Japón la guía oficial de Konami para estas dos versiones.
Finalmente, salió para PSP en 2007 dentro del recopilatorio Parodius Portable.